# Citrus oxanthera
Espèce
Citrus oxanthera, Oxanthère à fleur d'oranger est un agrume sauvage endémique de l'archipel Bélep au nord de la Nouvelle-Calédonie.

## Histoire
Xavier Montrouzier décrit Oxanthera fragrans Montrouz. en 1860 dans sa flore de l'ile Art, comme  la seule espèce du genre Oxanthera, indiquant que «ce bel arbrisseau fleurit en novembre. Il se trouve dans les bois. Les naturels l'appellent Dongan na diet, Oranger des bois.». G. Beauvisage (1860) reclasse l'espèce chez Citrus, comme  Bentham et Hooker.
A. Guillaumin (1896) dit de Citrus Oxanthera Beauvisage (admis). «Le fruit est allongé, jaune, à peau rugueuse et pulpe agréablement acide. On l'a retrouvé au Queensland dans la péninsule du Cap York, et M. F. M. Bailey l'a nommé Citrus Garrawayi, du nom du collecteur; Pancher, Vieillard et Deplanche l’avaient déjà découvert dans le nord-ouest de la Nouvelle-Calédonie, où les indigènes l’appellent Menndé. Atalantia aurantia Vieill. est synonyme.
Gildas Gâteblé et al. (2018) discutent la provenance exacte (archipel Bélep ou ile Art qui est l'ile centrale de l'archipel).

## Description
- Chez Montrouzier:  «Arbuste d'environ 2 m de haut[6]. Fleurs à 16 à 20 étamines libres. Anthères dressées, biloculaires, recourbées, mucronées à l'apex. Fruit à 5 ou 6 poches, avec de nombreuses graines dans chaque poche. Style allongé, épais, cylindrique. Feuilles articulées avec l'extrémité du pétiole, pétioles dépourvus d'ailes. Un arbuste sans épines».
- Chez Tanaka (1928) « O. fragrans a un corps nettement marqué de pointes translucides, un calice glabre, des anthères oblongues avec seulement un petit mucron à l'apex, un ovaire oblong-ovale très sillonné et un style très court».
- Chez A. Guillaumin «Ce bel arbuste est parfumé et qu'elle peut peut-être s'avérer utile comme arbuste à fleurs ornementales pour les climats subtropicaux écrit Walter Reuther» (1911)[1].

La plante ne figure pas dans les grandes collections d'agrumes mais uniquement dans les herbiers.

### Écologie
International Union for conservation of nature and natural resources classe la plante En Danger (1986). Elle est sur la liste rouge de la Nouvelle-Calédonie.